# Walpurgite
La walpurgite è un minerale raro appartenente al gruppo omonimo, caratterizzato dalla presenza di bismuto, uranio e arsenico. La sua formula chimica è Bi4(UO2)(AsO4)2O4 • 2(H2O), e la sua classificazione secondo la Strunz è 8.EA.05, che la colloca tra i fosfati, arsenati e vanadati, nella sottocategoria degli arsenati idrati di uranio e bismuto.

## Abito cristallino
La walpurgite cristallizza nel sistema triclino, classe 1 (pinacoidale), con gruppo spaziale P1. I cristalli si presentano generalmente come lamine allungate, tabulari o in aggregati sub-paralleli, con una lunghezza massima di circa 6 mm. La sfaldatura è perfetta su {010}, e la frattura è lamellare. La densità calcolata è di 6,59 g/cm³, mentre la durezza sulla scala di Mohs è 3½. La lucentezza varia da adamantina a grassa, e la trasparenza da traslucida a trasparente. Il colore del minerale è tipicamente giallo cera o giallo paglierino, mentre la stria è di un giallo pallido.

## Origine e giacitura
La walpurgite si forma come minerale secondario nelle zone di ossidazione di depositi idrotermali contenenti bismuto, uranio e arsenico. È stata descritta per la prima volta nel 1871 da A. Weisbach, che la identificò nella vena Walpurgis della miniera Weißer Hirsch a Schneeberg, in Sassonia, Germania, che è anche la località tipo per questo minerale. Altre località significative includono la miniera Clara a Oberwolfach, sempre in Germania, e Joachimsthal in Boemia, Repubblica Ceca. In queste località, la walpurgite si trova associata ad altri minerali come bismutite, torbernite, zeunerite, uraninite e altri minerali contenenti uranio. La sua formazione è legata a processi di ossidazione e idratazione in ambienti ricchi di uranio e arsenico.

## Forma in cui si presenta in natura
In natura, la walpurgite si presenta principalmente in forma di cristalli laminei allungati, spesso aggregati in fasci radiati o in aggregati sub-paralleli. Questi cristalli possono raggiungere dimensioni fino a 6 mm e sono di colore giallo cera o giallo paglierino. La trasparenza varia da traslucida a trasparente, e la lucentezza è da adamantina a grassa. La densità relativamente alta e la durezza moderata la rendono un minerale interessante per gli appassionati di mineralogia.